# Calicnemia mortoni
Calicnemia mortoni – gatunek ważki z rodziny pióronogowatych (Platycnemididae).